# Martinshafen

Martinshafen mit Kreidebahn nach 1912

Martinshafen ist ein Ortsteil der Gemeinde Sagard im Landkreis Vorpommern-Rügen. Es ist ein Hafen- und Wohnplatz.

## Geografie und Verkehr
Martinshafen liegt am Großen Jasmunder Bodden und drei Kilometer westlich von Sagard. Es ist über eine Ortsstraße von der Bundesstraße 96 über den Ort Vorwerk erreichbar. Von den 1890er bis in die 1940er Jahre bestand von Gummanz und von Wittenfelde eine Schmalspurbahn bis Martinshafen, die nur für den Transport der abgebauten Kreide vorgesehen war. Es war eine Feldbahn in Meterspur. Die ehemalige Kreidebahn-Trasse wird heute überwiegend als Rad- und Wanderweg genutzt.

## Geschichte

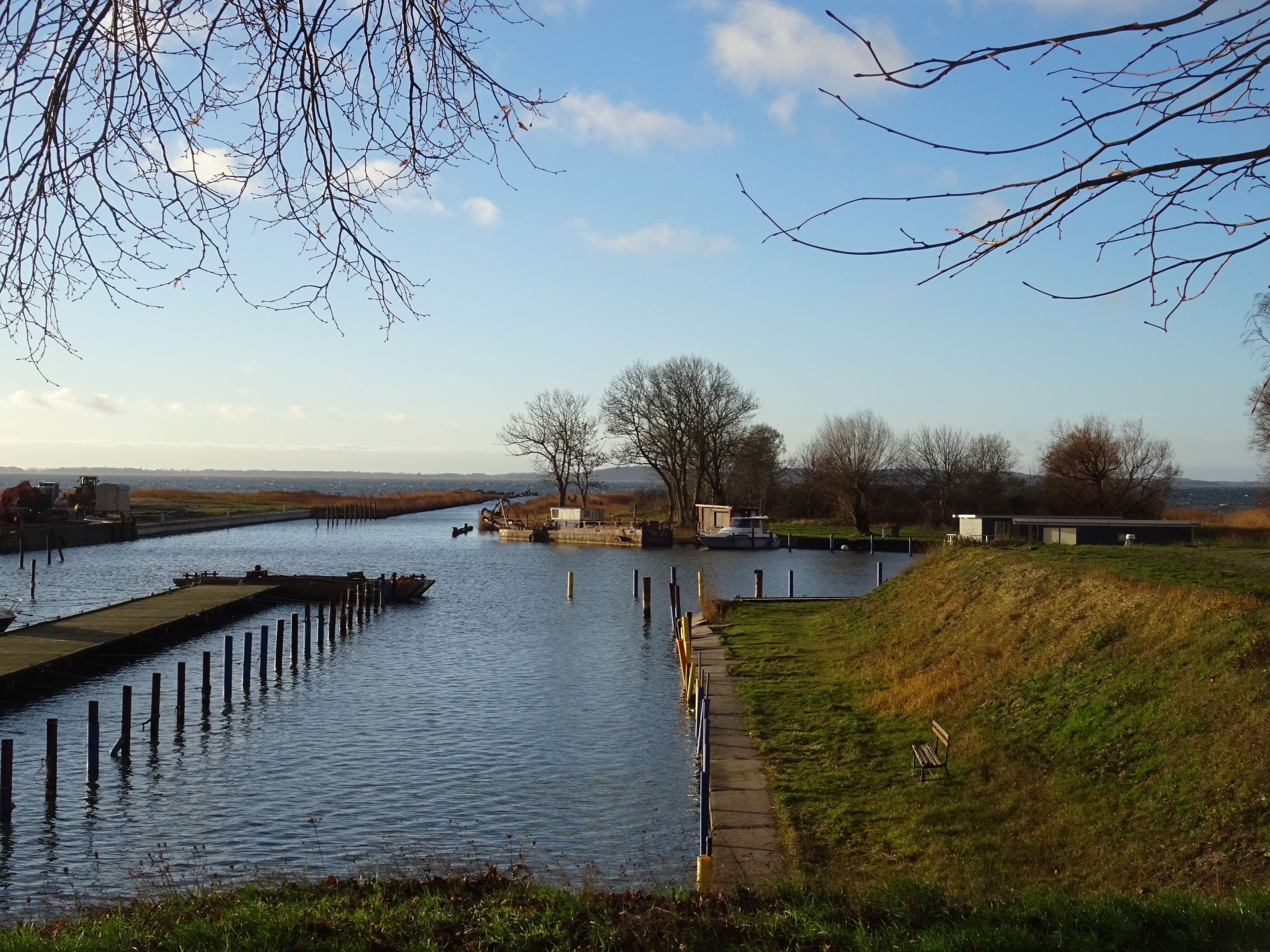
Der Hafen von Martinshafen

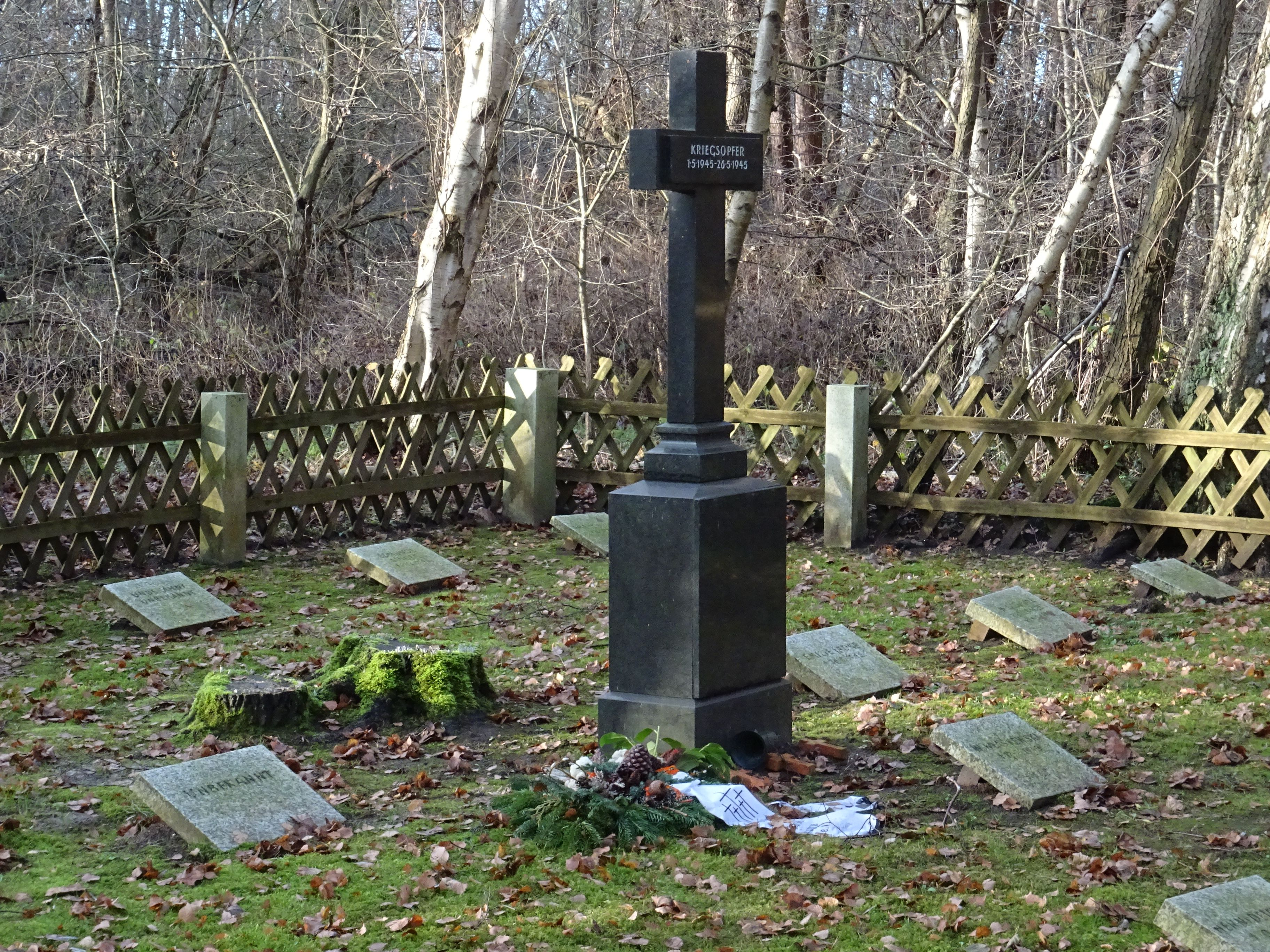
Friedhof der Namenlosen

1896 hatte der Stettiner Großindustrielle Martin Quistorp die Kreidebrüche in und um Quoltitz erworben. Er war nach seinem Vater Johannes Quistorp (1822–1899) seit 1890 Geschäftsführer der Wolgaster, Lebbiner und Stettiner Portlandzementfabriken. Die Lebbiner Zementfabrik war damals die zweitälteste in Deutschland und die größte in Europa. Da die Kreidebrüche von Lebbin nicht mehr genug Rohstoffe lieferten, kaufte Quistorp zunächst die Rohkreide von den Rügener Kreidewerken. Von dort wurde die Kreide zuerst mit Lastkähnen, später mit Frachtschiffen von Rügen in die Quistorp’schen Fabriken transportiert.
Zur Verladung der Rohkreide aus dem Quoltitzer Revier wurde der Ort und Hafen am Großen Jasmunder Bodden 1896 angelegt und erhielt den Namen des Gründers „Martinshafen“. Der Antransport aus den Brüchen erfolgte mit Feldbahnen, deren Unterbau dann zu einer festen Kreidebahn ausgebaut wurde. Die Züge bestanden aus kleinen Diesellokomotiven und Kipploren.
Quistorp hatte eine eigene Reederei, seine Frachtschiffe fuhren einen regen Verkehr zwischen den Kreideverladungen und den Zementfabriken.
Nach 1945 wurde der Transport zunehmend auf Lastkraftwagen zu den Stationen der Rügenschen Kleinbahn oder der Reichsbahn verlegt. Der Kreidehafen in Martinshafen wurde stillgelegt, später wurde er zum Fischerei- und Sportboothafen.
Im Mai 1945 lag ein Konvoi mit mehreren Flüchtlingsschiffen in Martinshafen fest. Eine Epidemie brach aus. 29 Flüchtlinge und drei Marinesoldaten liegen auf dem Friedhof der Namenlosen südlich des Hafens begraben. Die Anlage steht unter Denkmalschutz.
In der Gegenwart befindet sich dort eine gut ausgebaute Marina. Die Transporttechnik der Kreidebahn ist teilweise im Kreidemuseum Gummanz und im Oldtimer Museum Rügen im Seebad Prora zu sehen.